# Ля Ру Туранжель 2025
23-й выпуск  Ля Ру Туранжель — шоссейной однодневной велогонки по дорогам Франции. Гонка прошла 30 марта 2025 года в рамках Европейского тура UCI 2025 (категория 1.1). Победу одержал норвежский велогонщик Эрленд Бликра.

## Участники
На участие в гонке заявлено 20 команд: 5 команд категории UCI WorldTeam, 9 команд категории UCI ProTeams и 6 континентальных.
| UCI WorldTeams (5)- Intermarché-Wanty - Arkéa-B&B Hotels - Cofidis - Groupama-FDJ - Decathlon AG2R La Mondiale Team UCI ProTeams (9)- Team TotalEnergies - Unibet Tietema Rockets - Caja Rural-Seguros RGA - Uno-X Mobility - Tudor Pro Cycling Team - Equipo Kern Pharma - VF Group-Bardiani CSF-Faizanè - Burgos-Burpellet-BH - Wagner Bazin WB UCI Continental Teams (6)- Saint Michel-Preference Home-Auber 93 - Van Rysel-Roubaix - CIC U Nantes - Nice Métropole Côte d'Azur - Soudal Quick-Step Devo Team - MYVELO Pro Cycling Team |
| |

## Маршрут
Маршрут выпуска 2025 года, полный подъёмов и спусков, имеет некоторые изменения. Ключевым элементом остаётся заключительная часть в Туре. На этот раз она начнётся в Шиноне, вокруг которого были построены три кольца, образующие основную часть гонки. Затем, только в последние 30 километров, маршрут будет напоминать финал прошлого издания, хотя и не в точности. Однако это не сильно меняет суть гонки, которая предлагает участникам 28 участков с подъёмами.

## Ход гонки
Выступая за команду Uno-X Mobility, Эрленд Бликра опередил своих соперников в решающем спринте Это его первая победа почти за два года после того, как он уже занимал несколько высоких мест в начале сезона.
28-летний норвежец сумел вырвать победу благодаря отличной командной работе на последних километрах дистанции. Ему удалось обойти Брайана Кокарда из Cofidis и Гербена Тийссена из Intermarché-Wanty. Лучшим итальянским гонщиком на финише стал Филиппо Фиорелли из VF Group-Bardiani CSf-Faizanè, который занял двенадцатое место.

## Результаты
| \| Генеральная классификация \| Генеральная классификация \| Генеральная классификация \| Генеральная классификация \| Генеральная классификация \| \| Гонщик \| Гонщик \| Команда \| Время \| \| \| ------------------------- \| ------------------------- \| ----------------------------------- \| ------------------------- \| ------------------------- \| \| 1-й \| Эрленд Бликра \| Uno-X Mobility \| 4ч 32' 18 \| \| \| 2-й \| Бриан Кокар \| Cofidis \| + 0 \| \| \| 3-й \| Гербен Тейссен \| Intermarché-Wanty \| + 0 \| \| \| 4-й \| Клеман Вентурини \| Arkéa-B&B Hotels \| + 0 \| \| \| 5-й \| Йенте Бирманс \| Arkéa-B&B Hotels \| + 0 \| \| \| 7-й \| Florian Dauphin \| Team TotalEnergies \| + 0 \| \| \| 8-й \| Dillon Corkery \| St. Michel-Preference Home-Auber 93 \| + 0 \| \| \| 9-й \| Стиан Фредхейм \| Uno-X Mobility \| + 0 \| \| \| 10-й \| Эдди Ле Юитуз \| Groupama-FDJ \| + 0 \| \| |                  |                                     |           |
| |                  |                                     |           |
| Источник: ProCyclingStats |                  |                                     |           |
| Генеральная классификация |                  |                                     |           |
| Гонщик | Гонщик           | Команда                             | Время     |
| 1-й | Эрленд Бликра    | Uno-X Mobility                      | 4ч 32' 18 |
| 2-й | Бриан Кокар      | Cofidis                             | + 0       |
| 3-й | Гербен Тейссен   | Intermarché-Wanty                   | + 0       |
| 4-й | Клеман Вентурини | Arkéa-B&B Hotels                    | + 0       |
| 5-й | Йенте Бирманс    | Arkéa-B&B Hotels                    | + 0       |
| 7-й | Florian Dauphin  | Team TotalEnergies                  | + 0       |
| 8-й | Dillon Corkery   | St. Michel-Preference Home-Auber 93 | + 0       |
| 9-й | Стиан Фредхейм   | Uno-X Mobility                      | + 0       |
| 10-й | Эдди Ле Юитуз    | Groupama-FDJ                        | + 0       |